# Szerelmes levél indigóval
A Szerelmes levél indigóval Kovács Kati tizenötödik nagylemeze. 1985 áprilisában jelent meg LP-n és kazettán. A "Hívlak" c. dal az 1983-as Made in Hungary-n, a "Gyere el, ha bántanak" az 1984-es, a "Johnny" pedig az 1985-ös Tessék választani! fesztiválon hangzott el. Az előbbi két dal kislemezen is megjelent. A Hívlak Astor Piazzolla világhírű Libertangojának átdolgozása.
A lemezen magyar nyelvű feldolgozás hallható a "Különben dühbe jövünk" c. film főcímdalából és Vangelis "Tűzszekerek" c. művéből. A Holnap majd c. felvétel Sylvie Vartan Mañana tomorrow c. dalának feldolgozása.

## Dalok
- A

1. Új szerelem kell (Koncz Tibor–Heilig Gábor)
2. Jaj, de jó, hogy voltál (Koncz Tibor–Szenes Iván)
3. Johnny (Koncz Tibor–Heilig Gábor)
4. Élet a gyufásdobozban (Koncz Tibor–Sülyi Péter)
5. Piedone – Különben dühbe jövünk! (Angelis–Pedersoli–Smith–Fondato–Kovács Kati)
6. Ne légy sokáig szomorú (Koncz Tibor–Szenes Iván)
7. Légy napfény (Chariots of Fire)(Vangelis–Kovács Kati)

- B

1. Névtelen banda (Koncz Tibor–Sülyi Péter)
2. Hívlak (Koncz Tibor–Szenes Iván)
3. Gyere el, ha bántanak (Koncz Tibor–Szenes Iván)
4. Szerelmes levél indigóval (Koncz Tibor–Sülyi Péter)
5. Holnap majd (Beriat–Klinger–Bradányi Iván)
6. Hét év után (Koncz Tibor–Heilig Gábor)

A felvételek ideje:
- 1983: B/2
- 1984: A/2, B/3, 5
- 1985: A/1, 3–6, B/1, 4, 6

### Kislemez
- 1983 Hívlak/Ne gondolj rám
- 1984 Gyere el, ha bántanak

### Slágerlistás dalok
1984 Gyere el, ha bántanak
1984 Jaj, de jó, hogy voltál
1985 Névtelen banda

## Közreműködők
- Kovács Kati
- Koncz Tibor
- Universal együttes
- Lukács László

## Televízió
Tv-felvételek:
- Névtelen banda (Pulzus, 1985. május)
- Szerelmes levél indigóval (1985. augusztus)
- Hét év után (Zenebutik, 1985. augusztus)
- Élet a gyufásbodozban (1986, Petőfi Csarnok)

## Rádió
- Vasárnapi koktél (Szerelmes levél indigóval)
- Poptarisznya (Névtelen banda, 1985. március)